# بشملة سالوينية
بشملة سالوينية (الاسم العلمي:Eriobotrya salwinensis) هي نوع من النباتات تتبع جنس البشملة من الفصيلة الوردية. تم وصف هذا النوع من النبات علمياً لأول مرة من قبل هاينريش فون هاندل-مازيتي سنة 1933. سمي هذا النوع نسبةً إلى حوض نهر سالوين الذي يمر في ميانمار وتايلاندا والصين.